# Ruwenzoracris
Ruwenzoracris is een geslacht van rechtvleugeligen uit de familie veldsprinkhanen (Acrididae). De wetenschappelijke naam van dit geslacht is voor het eerst geldig gepubliceerd in 1914 door Rehn.

## Soorten
Het geslacht Ruwenzoracris omvat de volgende soorten:
- Ruwenzoracris fasciata Ramme, 1929
- Ruwenzoracris latisignata Rehn, 1914
- Ruwenzoracris simplicicerca Ramme, 1929
- Ruwenzoracris stanleyana Rehn, 1914